# I Want Action
I Want Action è un singolo del gruppo musicale statunitense Poison, il terzo estratto dal loro album di debutto Look What the Cat Dragged In nel 1987.
Il brano raggiunse il cinquantesimo posto della Billboard Hot 100.

## Tracce
1. I Want Action – 3:05
2. #1 Bad Boy – 3:14

## Classifiche
| Classifica (1987) | Posizione massima |
| ----------------- | ----------------- |
| Stati Uniti       | 50                |

## Controversie
La band svedese Easy Action, del chitarrista Kee Marcello, futuro Europe, vinse una causa contro i Poison per plagio del loro brano We Go Rockin'.